# Sommerrain (Naturschutzgebiet)
Das Gebiet Sommerrain ist ein Naturschutzgebiet auf dem Gebiet der Gemeinde Allmersbach im Tal im Rems-Murr-Kreis. Das Schutzgebiet wurde vom Regierungspräsidium Stuttgart durch Verordnung vom 30. Januar 1987 ausgewiesen und ersetzte damit das ältere Naturschutzgebiet vom 8. Februar 1972.

## Lage und Beschreibung
Das Naturschutzgebiet liegt beidseits der Landesstraße 1120 zwischen Stockenhof und Königsbronnhof etwa einen Kilometer südlich von Allmersbach. Es gehört zum Naturraum Schurwald und Welzheimer Wald. Das Naturschutzgebiet liegt eingebettet in das Landschaftsschutzgebiet Südliches Weissacher Tal und Berglen.
Es handelt sich um einen lichten Kiefernbestand, der vermutlich aus einer ehemaligen Viehweide hervorgegangen ist. Im Schutzgebiet wachsen zahlreiche seltene Pflanzenarten, wie der Frauenschuh, die Einknollige Honigorchis, der Frühlingsenzian oder das Beblätterte Läusekraut.